# Давній Галич (монета)
«Да́вній Га́лич» — пам'ятна монета номіналом 5 гривень, випущена Національним банком України, присвячена давньому галицькому місту, одному з найбільших центрів Київської Русі. Галич був столицею Галицького князівства та Галицько-Волинської держави, визначним економічним, політичним і культурним центром, у якому розвивалися ремесла, торгівля, цивільне та церковне будівництво, було складено Галицько-Волинський літопис.
Монету введено в обіг 22 серпня 2017 року. Вона належить до серії «Стародавні міста України».

## Опис монети та характеристики
| Номінал грн. | Метал      | Маса, г | Діаметр, мм | Якість виготовлення       | Гурт     | Тираж, штук |
| ------------ | ---------- | ------- | ----------- | ------------------------- | -------- | ----------- |
| 5            | нейзильбер | 16,54   | 35,0        | спеціальний анциркулейтед | рифлений | 40 000      |

### Аверс
На аверсі монети розміщено: угорі малий Державний Герб України та напис «УКРАЇНА», у центрі на дзеркальному тлі — фрагмент керамічної плитки з грифоном (ХІІ ст.), ліворуч від якої вертикальний напис — «5 ГРИВЕНЬ», унизу праворуч — рік карбування монети «2017» та логотип Банкнотно-монетного двору Національного банку України.

### Реверс
На реверсі монети зображено стилізовану композицію: на тлі реконструкції давнього міста вершник — король Данило Галицький; угорі — герб міста, праворуч від якого напис — «ГАЛИЧ/ДАВНІЙ».

## Автори

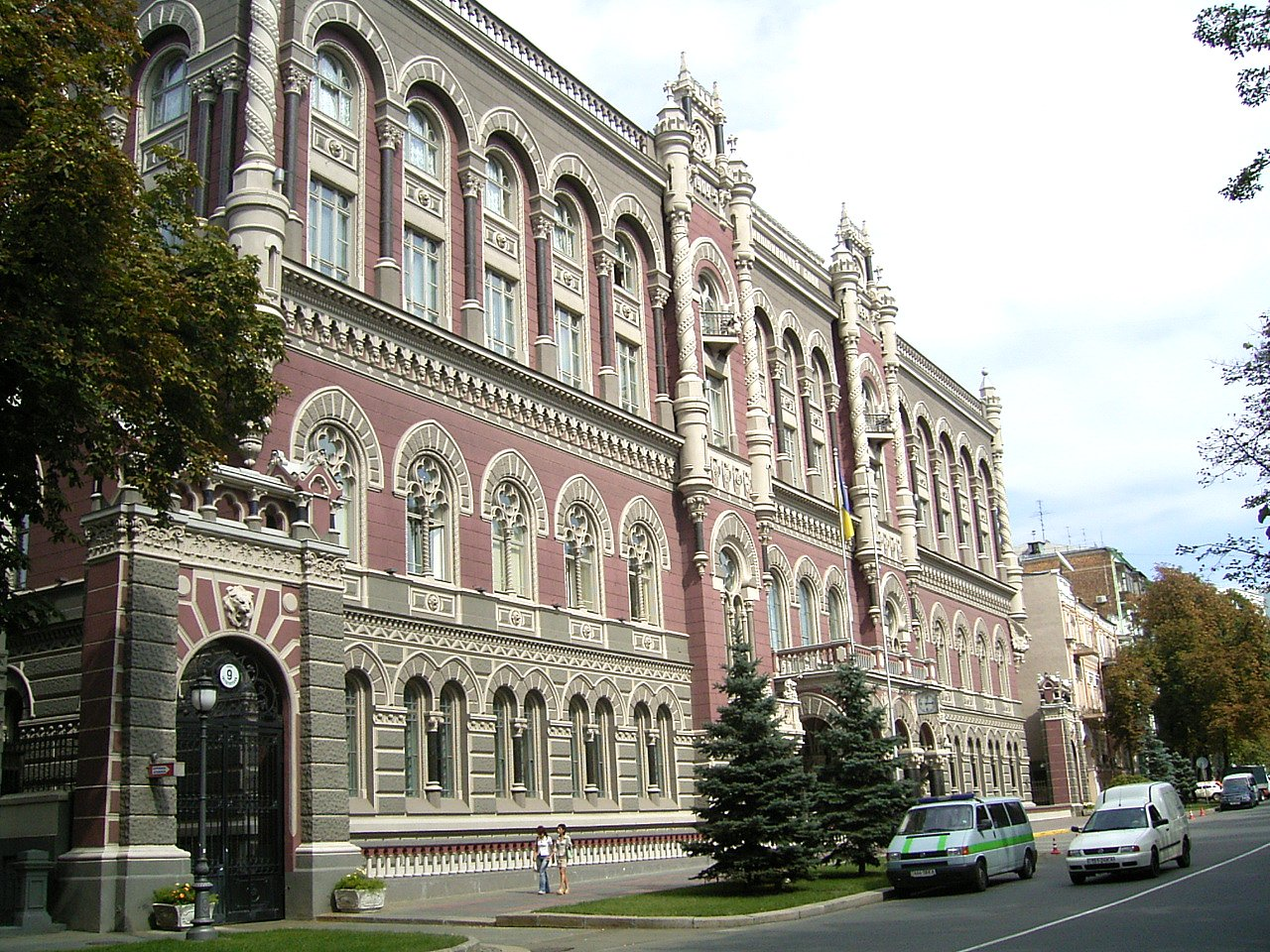
Будівля Національного банку України

- Художники: Таран Володимир, Харук Олександр, Харук Сергій.
- Скульптори: Іваненко Святослав, Дем'яненко Володимир.

## Вартість монети
Під час введення монети в обіг у 2017 році, Національний банк України реалізовував монету через свої філії за ціною 43 гривні.
Фактична приблизна вартість монети, з роками змінювалася так:
| Рік        | 2018 | 2019 | 2020 | 2021 | 2022 | 2023 | 2024 | 2025 |
| ---------- | ---- | ---- | ---- | ---- | ---- | ---- | ---- | ---- |
| Ціна, грн. | 55   | 60   | 60   | 65   | 70   | 130  | 190  | 220  |